# Milton Brooks

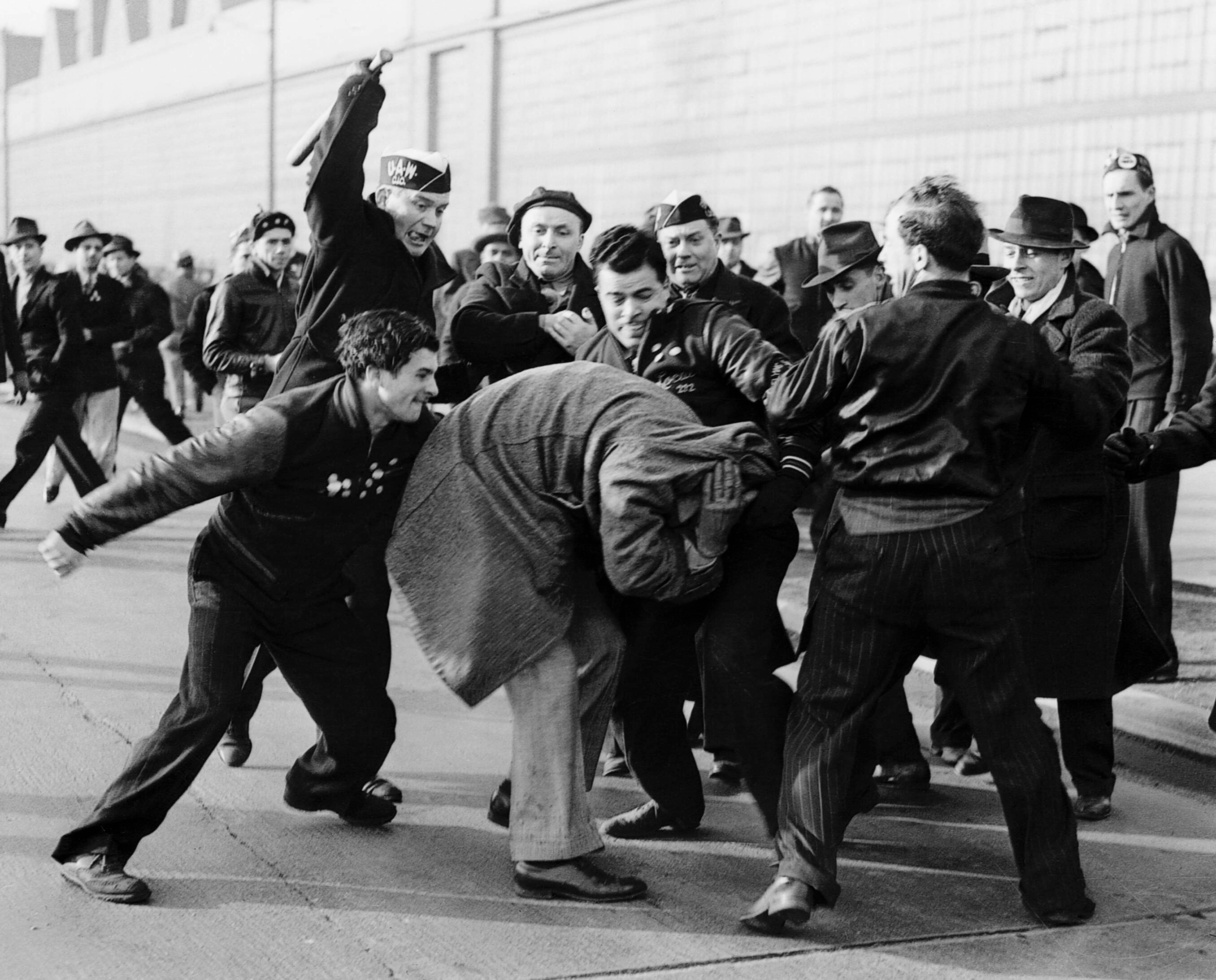
Brooksova fotografie Ford Strikers Riot oceněná Pulitzerovou cenou

Milton E. „Pete“ Brooks (29. srpna 1901 St. Louis – 3. září 1956) byl americký fotograf a vítěz Pulitzerovy ceny za fotografii v roce 1942.

## Životopis
Brooks se narodil v St. Louis. Byl to podsaditý muž se zrzavými vlasy a horlivý vodák. Jeho otec, James W. Brooks, byl také novinář a takzvaný „desk man“. Brooks byl zaměstnaný jako fotograf časopisu The Detroit News v letech 1928 až 1953. Poté se stal komerčním fotografem.

## Oceněná fotografie
Fotografie, za kterou Brooks získal ocenění, nese název Ford Strikers Riot. Pořídil ji v průběhu roku 1941 během dělnické stávky ve výrobním závodu Ford a zobrazuje stávkující, kteří surově bijí stávkokaze, který se snaží chránit sebe tím, že přetáhl kabát přes hlavu a obličej.
Brooks popsal okolnosti fotografie a řekl: „Rychle jsem pořídil fotografii, schoval fotoaparát pod kabát a vklouzl do davu. Spousta lidí by tento snímek chtěla zničit.“